# Johan Fredrik Hallenborg

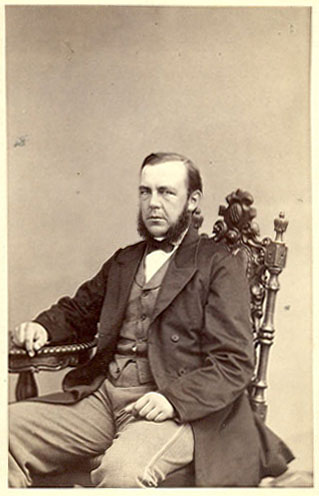
Johan Fredrik Hallenborg före 1914 Foto: Henry Osti

Johan Fredrik Hallenborg född 11 november 1854 i Tibble, död 25 maj 1925 i Motala, var en svensk agronom och lantbruksförfattare. Gift i Å kyrka 19 oktober 1893 med Hilda Emilia Styrlander.
Johan Fredrik Hallenborg var son till organisten och folkskolläraren Johan Fredrik Hallenborg. Han blev lärare vid Ingesäters privata lantbruksskola i Västergötland 1880, utexaminerades från Alnarps lantbruksinstitut 1885 och genomgick mejerikonsulentkurs där 1884–1885.
Hallenborg var föreståndare vid Lantmanna- och Lantbruksskolor i Östergötlands län:
- 1887–1900 Lantmannaskolan på Lunnevad, Sjögestads socken, Vikingstad, där han först var facklärare 1885–1887
- 1900–1904 Lantbruksskolan på Bjärka-Säby, Vists socken och i Göteborgs- och Bohuslän
- 1906–1907 Hushållningssällskapets Lantmannaskola på Börby, Jörlanda socken
- 1907–1921 Hushållningssällskaets Lantmannaskola på Simmersröd, Ljungs socken, Ljungskile[3]